# Castelo Velho do Degebe
O chamado Castelo Velho do Degebe, povoado da Idade do Ferro, localiza-se na freguesia e no Município de Reguengos de Monsaraz, distrito de Évora, no Alentejo, em Portugal.
Erguido num esporão rochoso à margem do rio Degebe, tributário do rio Guadiana, é, na realidade, um sítio arqueológico, testemunho da ocupação proto-histórica da região, durante a Segunda Idade do Ferro. Constitui-se num povoado, defendido por uma muralha em aparelho de pedra seca e pela escarpa natural.
Este povoado fortificado encontra-se classificado como Imóvel de Interesse Público por Decreto publicado em 18 de Julho de 1957.